# Botte

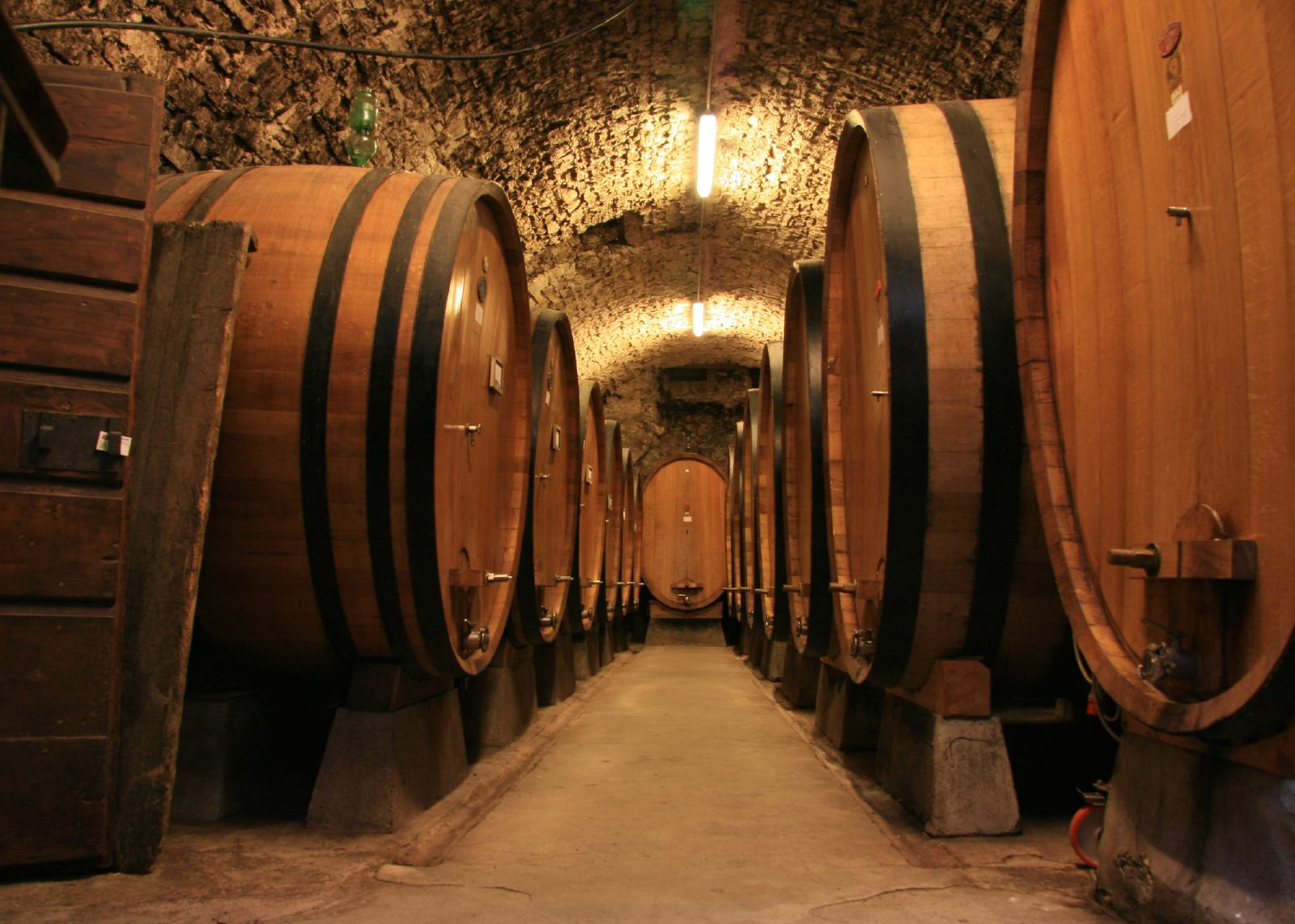
Botti per il Chianti classico

Una botte (dal latino tardo buttis, "vasetto") è un contenitore fatto di legno (raramente di metallo o di materiali sintetici) costituito da doghe cerchiate e un po' incurvate, che le donano una forma vagamente cilindrica. Sono usate fin dall'antichità per la conservazione, la maturazione, l'invecchiamento ed il trasporto di liquidi pregiati, come il vino, la birra o liquori o per alimenti come il pesce conservato (aringhe). Il nome generico dei vasi simili alla botte, costituiti da doghe curvate o no e tenute insieme da cerchi metallici si chiama bottame.

## Storia
Un affresco egiziano nella tomba di Hesy-Ra, risalente al 2600 a.C., mostra una tinozza di legno fatta di doghe, legate insieme con cerchi di legno, e utilizzata per misurare il grano. Un altro affresco egiziano risalente al 1900 a.C. mostra un bottaio e delle tinozze fatte di doghe in uso durante la vendemmia. Anche a Babilonia erano segnalati l'uso di barili fatti di legno di palma. In Europa, secchi e barili risalenti al 200 a.C. sono stati trovati conservati nel fango dei villaggi lacustri. Un villaggio lacustre vicino a Glastonbury, risalente alla tarda età del ferro, ha fornito una tinozza completa e un certo numero di doghe di legno.
L'antica Roma ha fornito ulteriori dettagli sulla storia della cooperazione. Lo storico Plinio il Vecchio riporta che la bottegaiatura in Europa ebbe origine con i Galli nei villaggi alpini, dove conservavano le loro bevande in botti di legno legate con cerchi. Plinio ha identificato tre diversi tipi di bottai: bottai comuni, bottai del vino e bottai che realizzavano grandi botti. Le grandi botti contengono più doghe e più grandi, e sono corrispondentemente più difficili da assemblare.
I bottai romani tendevano ad essere artigiani indipendenti, tramandando le loro abilità ai loro figli. L'importanza di questa pratica era talmente radicata nella società romana che il geografo greco Strabone annota che le pithoi (barili) di legno venivano rivestite con pece per fermare le perdite e conservare il vino.

## Descrizione

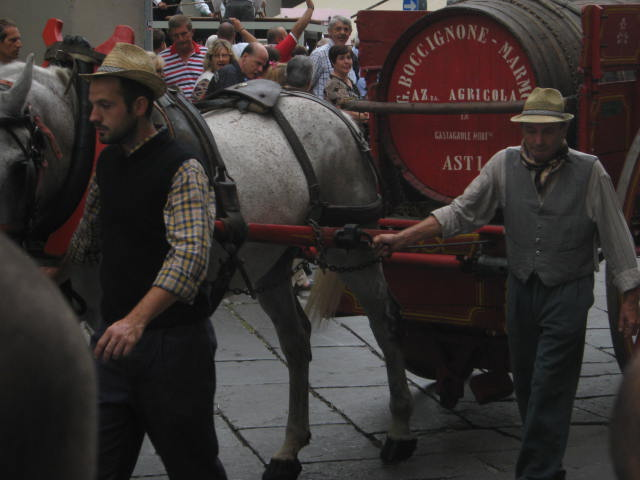
Ricostruzione del trasporto di vino con botti su carro a traino animale

Sebbene con botte ci si riferisca di solito ai vasi di grandi dimensioni, i recipienti simili (barile, caratello, tino) possono avere dimensioni e capacità molto variabili, da un paio di litri fino a diverse decine di ettolitri. Il legno migliore per la loro costruzione (utilizzato soprattutto per le botti da invecchiamento) è quello di quercia, in particolare rovere o farnia; talvolta si usano anche castagno, robinia e varie specie di acero.
Tra i vantaggi che offrono i recipienti di legno vi è quello di permettere un lieve scambio gassoso con l'esterno, che favorisce l'invecchiamento del vino. Tra gli svantaggi va tenuto presente che il legno vecchio delle botti è spesso fonte di contaminazioni batteriche e di cattivi sapori.
La capacità approssimata interna (in litri) di una botte si può ottenere dal prodotto del diametro maggiore (in dm) per il diametro minore (in dm) per la lunghezza (in dm) per 0,82.

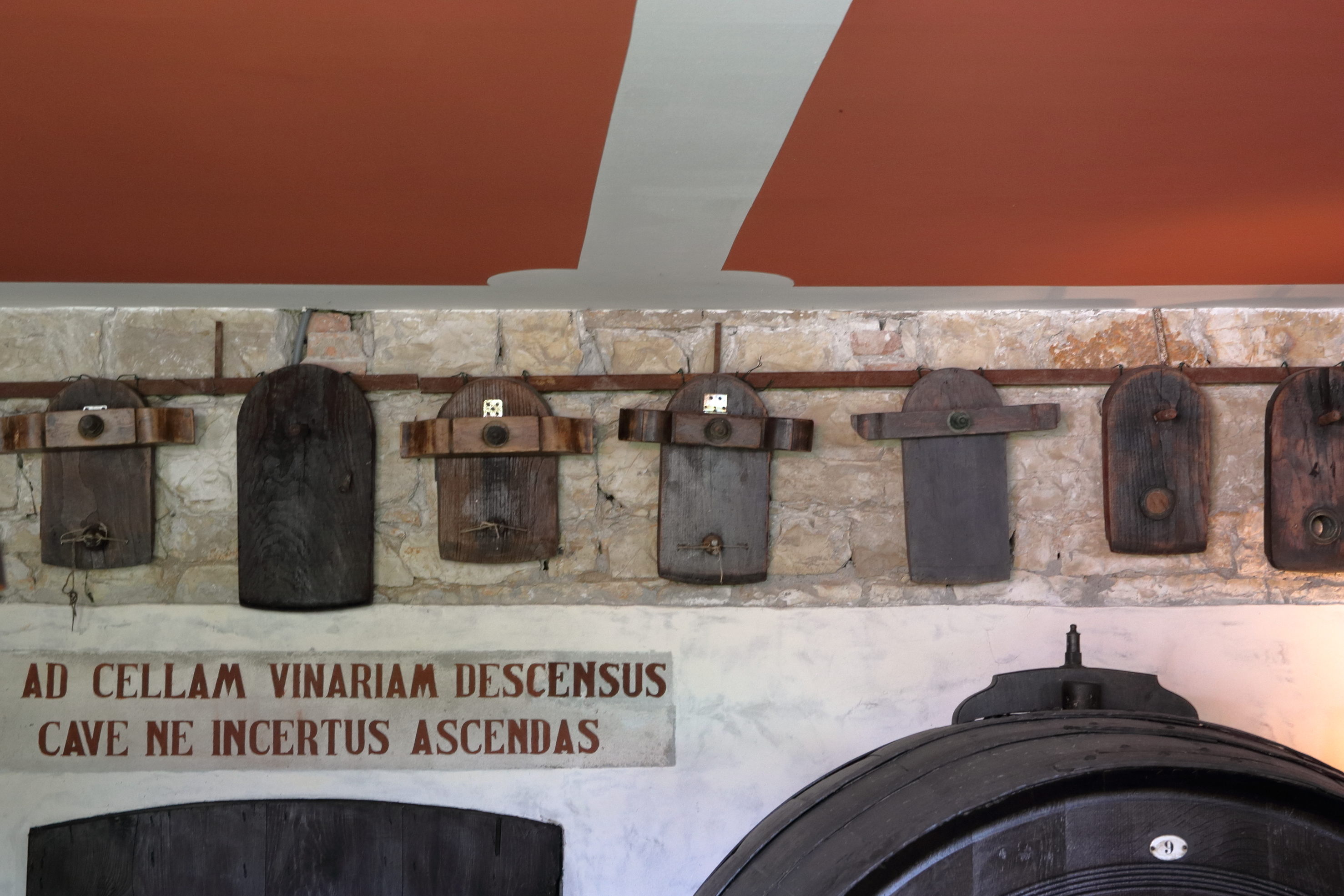
Collezione di mezzule alla sede della Confraternita di Valdobbiadene, nel comune omonimo.

Al fondo della botte, sulla circonferenza, vi è un foro, detto "spina" o "fecciaia", nel quale si pone la "cannella", un cilindro di legno forato nella sua lunghezza, attraverso il quale viene fatto spillare il vino contenuto nella botte. La cannella, dopo la spillatura, viene otturata con lo zipolo. A volte la cannella si inserisce su una doga mediana asportabile, detta "mezzule", che permette anche la pulizia delle botti. Del mezzule parlano sia Dante che il Pulci nel Morgante.

## Utilizzo
Una botte nuova che deve contenere un vino di qualità deve essere sottoposta a un processo detto abbonimento. Di solito la si lava con due litri di vino caldo. Se la botte non è nuova, può essere lavata con acqua bollente e sale grosso (1 kg ogni 3 l). Se la botte non deve essere usata subito deve essere fatta sgocciolare bene e successivamente deve essere solforata. Il procedimento andrebbe ripetuto ogni sei mesi.
Prima di essere riempita la botte deve essere ispezionata accuratamente all'interno con una candela o una lampada elettrica. Il tartaro naturalmente presente sulle pareti interne deve essere brillante e senza macchie e non ci devono essere organismi come muschi o licheni. Se questo avviene, la botte è inutilizzabile.

## La botte grande e la "barrique"
Rispetto alla barrique da 225 l, le botti di 1000 l (10 hl) e oltre possiedono alcuni vantaggi. Se all'interno della barrique il vino acquista fragranze insolite e diventa più vellutato, all'interno della classica botte di grandi dimensioni l'invecchiamento risulta più rispettoso del vino stesso. La superficie legnosa a contatto con il liquido a parità di volume è minore, le doghe più spesse impediscono l'ingresso dell'ossigeno e le reazioni chimiche sono limitate essenzialmente a quelle tra tannini. La cessione di sostanze aromatiche è più lenta e di minore entità e il vino mantiene quindi le sue caratteristiche pressoché intatte.

## La fabbricazione
Un tempo il bottame era affidato a un artigianato altamente specializzato (bottai). Oggi viene perlopiù realizzato in serie con grandi macchine industriali.

## Curiosità
Si dice che filosofo greco Diogene di Sinope abitasse in una botte.